# Francis Capra
Francis Capra (Nova Iorque, 27 de abril de 1983) é um ator norte-americano. Conhecido pela personagem Eli "Weevil" Navarro na série de televisão Veronica Mars. Fez filmes como: Free Willy 2 e Kazaam.

## Biografia
Francis nasceu no Bronx, em Nova York e é de ascendência italiana e dominicana. Descoberto por Robert De Niro e Chazz Palminteri quando preparavam o casting para o filme A Bronx Tale de 1993. A partir daí, começou a trabalhar como ator-mirim e se mudou para Los Angeles, Califórnia com sua mãe, Ann Marie Capra e seus irmãos. Francis teve pouca ou quase nenhuma convivência com o seu pai, que passou grande parte da vida na cadeia. Ele morreu baleado em 2003.
Francis tem mais de dezoito tatuagens, dentre elas uma coroa com a palavra "Family" (família), no lado esquerdo do seu pescoço. As tatuagens nos braços incluem uma homenagem ao seu falecido pai (o nome Capra dentro de uma cruz circundada pelas palavras "Fallen Angel") os nomes de seus irmãos mais novos, os símbolos das musas Tália (musa da comédia) e Melpômene (musa da tragédia), a expressão "Seize Cash" (agarre o dinheiro), e a frase "The Good Must Suffer" (o bom deve sofrer). Suas tatuagens favoritas são as com o nome da sua família. Suas mais recentes tatuagens são as palavras "Forsaken" e "Forgiven" (perdoados) no dorso das mãos.

## Carreira
Capra iniciou sua carreira em 1993 atuando em A Bronx Tale (A Bronx Tale). Adolescente ele estrelou em filmes como Kazaam, A Simple Wish e Free Willy 2. Seu principal trabalho na TV foi em Veronica Mars, onde atuou por três anos como Eli "Weevil" Navarro aclamado pela crítica, na série televisiva. Foi visto em The Closer, Lincoln Heights, Criminal Minds, Friday Night Lights e no filme Adrenalina (Crank).
Em 2008, ele interpretou "Jesse Murphy" na série Heroes, seguindo os passos de Kristen Bell, estrela de Veronica Mars, que também integrou o elenco de Heroes. Capra também tem ramificações fora da produção cinematográfica. Ele tem uma produtora chamada Take Off Productions com o colega ator De'Aundre Bonds.

## Filmografia
| Ano  | Título                                    | Papel                       | Notas   |
| 2009 | Blood and Bone                            | Tattoo                      |         |
| 2007 | Black Irish                               | Anthony                     |         |
| 2006 | Adrenalina                                | Warehouse Hood Leader       |         |
| 2005 | Dishdogz                                  | Cooper                      |         |
| 2005 | Venice: Império das Gangues               | T-Bone                      |         |
| 2003 | 44 Minutes: The North Hollywood Shoot-Out | Ramon                       | Para TV |
| 2003 | Apostando Com a Sorte                     | Pat                         |         |
| 2002 | QIK2JDG                                   | Jackal                      |         |
| 1998 | SLC Punk!                                 | Bob jovem                   |         |
| 1997 | Um Passe de Mágica (filme)                | Charlie Greening            |         |
| 1996 | Kazaam                                    | Maxwell 'Max' Connor        |         |
| 1995 | Free Willy 2                              | Elvis                       |         |
| 1993 | Desafio no Bronx                          | Calogero 'C' Anello (aos 9) |         |

## Televisão
| Ano       | Título                         | Papel                | Notas                            |
| 2009      | Castle                         | Juan Restrepo        | 1 episódio                       |
| 2008      | Sons of Anarchy                |                      | 1 episódio                       |
| 2008      | Heroes                         | Jesse Murphy         | 3 episódios                      |
| 2008      | Lincoln Heights                | Carlo                | 1 episódio                       |
| 2008      | Friday Night Lights            | Devin Diablo         | 1 episódio                       |
| 2007      | Criminal Minds                 | Ervin                | 1 episódio/ 2ª Temp. - Episód. 4 |
| 2007      | The Closer                     | Miguel Torres        | 1 episódio                       |
| 2007 2004 | Veronica Mars                  | Eli "Weevil" Navarro | 64 episódios                     |
| 2005      | Judging Amy                    | Marcus               | 1 episódio                       |
| 2005      | Blind Justice                  | Mike Barreras        | 1 episódio                       |
| 2004      | Without a Trace                | Tito Cruz            | 1 episódio                       |
| 2004      | Crossing Jordan                | Det. Jason Harris    | 1 episódio                       |
| 2003      | The Guardian                   |                      | 1 episódio                       |
| 2003      | American Dreams                | Palladino            | 4 episódios                      |
| 2003      | CSI: Crime Scene Investigation | Tough Punk           | 1 episódio                       |
| 2003      | The O.C.                       | Z                    | 1 episódio                       |
| 2003      | The Division                   | James Barlow         | 1 episódio                       |
| 2002      | The Shield                     | Jesus Rosales        | 1 episódio                       |
| 2001      | So Little Time                 | Tony                 | 1 episódio                       |
| 2001      | Walker, Texas Ranger           | Ace                  | 1 episódio                       |
| 1997      | 413 Hope St.                   | Tony Garrett         | 1 episódio                       |
| 1996      | My Guys                        | Francis DeMarco      |                                  |

## Prêmios e Indicações
| Ano  | Resultado | Premiação          | Indicação                                                    |
| ---- | --------- | ------------------ | ------------------------------------------------------------ |
| 1994 | Indicado  | Young Artist Award | Melhor ator (coadjuvante/secundário) / Por: Desafio no Bronx |